# Karl Anton Rickenbacher
Karl Anton Rickenbacher (Basilea, 20 de mayo de 1940 – Montreux, 28 de febrero de 2014) fue un director de orquesta suizo.
Rickenbacher estudió en el Conservatorio de Berlín con Herbert von Karajan. Tomó clases magistrales con Pierre Boulez. Fue asistente de dirección en la Ópera de Zúrich desde 1966 hasta 1969. Ejerció como primer Kapellmeister en la Stadt Bühnen Freiburg de 1969 a 1975. Fue director en la Westphälisches Symphonie Orchester de 1976 a 1985. Fue primer director de la BBC Scottish Symphony Orchestra de 1978 a 1980 y director invitado de la BRT Philharmonic Orchestra de 1987.
Las grabaciones de Rickenbacher incluyen algunas sinfonías de orquesta estudiantiles de Richard Strauss, en un compilación llamada "The Unknown Richard Strauss".